# 238
| [ Edytuj tabelę ] | |
| Władca Korei      | - 227 Tongch’ŏn 248 |
| Papież            | - 236 Fabian 250 |
| Król Persji       | - 224 Ardaszir I 241 |
| Cesarz Rzymu      | - 235 Maksymin Trak 238 - 238 Gordian I 238 - 238 Pupien 238 - 238 Balbin 238 - 238 Gordian II 238 - 238 Gordian III 244 |

Rok 238 / CCXXXVIII
stulecia: II wiek ~
III wiek ~
IV wiek

lata: 228 «
233 «
234 «
235 «
236 «
237 «
238
» 239
» 240
» 241
» 242
» 243
» 248

## Wydarzenia
- 22 marca – Gordian I i jego syn Gordian II zostali ogłoszeni cesarzami rzymskimi.
- 12 kwietnia – Gordian II zginął pod Kartaginą w bitwie z legionami Capellianusa. Po śmierci syna współrządzący z nim Gordian I popełnił  samobójstwo.
- 22 kwietnia – władzę w Cesarstwie rzymskim przejęli Klodiusz Pupienus Maksymus i Celiusz Kalwinus Balbin.
- czerwiec – nieudane oblężenie Akwilei przez wojska Maksymina Traka.
- 29 lipca – Pupien i Balbin zginęli zabici przez pretorianów, cesarzem został Gordian III.
- Goci i Karpowie przekroczyli Ren.
- Zbudowano amfiteatr w Al-Dżamm.

## Zmarli
- 12 kwietnia –
  - Gordian I, cesarz rzymski.
  - Gordian II, cesarz rzymski, współrządca Gordiana I.
- czerwiec –
  - Maksymin Trak, cesarz rzymski, zamordowany podczas oblężenia Akwilei.
  - Werus Maksymus, cesarz rzymski, syn i współrządca Maksymina Traka, zamordowany wraz z ojcem.
- 29 lipca –
  - Pupien, cesarz rzymski, współrządca Balbina.
  - Balbin, cesarz rzymski, współrządca Pupiena.